# Drosophila crucigera (artundergrupp)
Drosophila crucigera är en artundergrupp inom undersläktet Hawaiian Drosophila och artgruppen Drosophila grimshawi. Artgruppen består av åtta arter varav två ingår i artkomplexet Drosophila grimshawi.

## Arter

### ArtkomplexetDrosophila grimshawi
- Drosophila craddockae (Kaneshiro and Kambysellis, 1999)
- Drosophila grimshawi (Oldenberg, 1914)

### Övriga arter
- Drosophila affinidisjuncta (Hardy, 1978)
- Drosophila balioptera (Hardy, 1965)
- Drosophila bostrycha (Hardy, 1965)
- Drosophila crucigera (Grimshaw, 1902)
- Drosophila disjuncta (Hardy, 1965)
- Drosophila pullipes (Hardy & Kaneshiro, 1971)